# Paracheilinus hemitaeniatus
Paracheilinus hemitaeniatus es una especie de peces de la familia Labridae en el orden de los Perciformes.

## Hábitat
Es una especie  de mar que vive en aguas con una temperatura comprendida entre los 23 y los 27 °C.

## Distribución geográfica
Se encuentra en Madagascar y en Comoros.